# مسألة رياضية

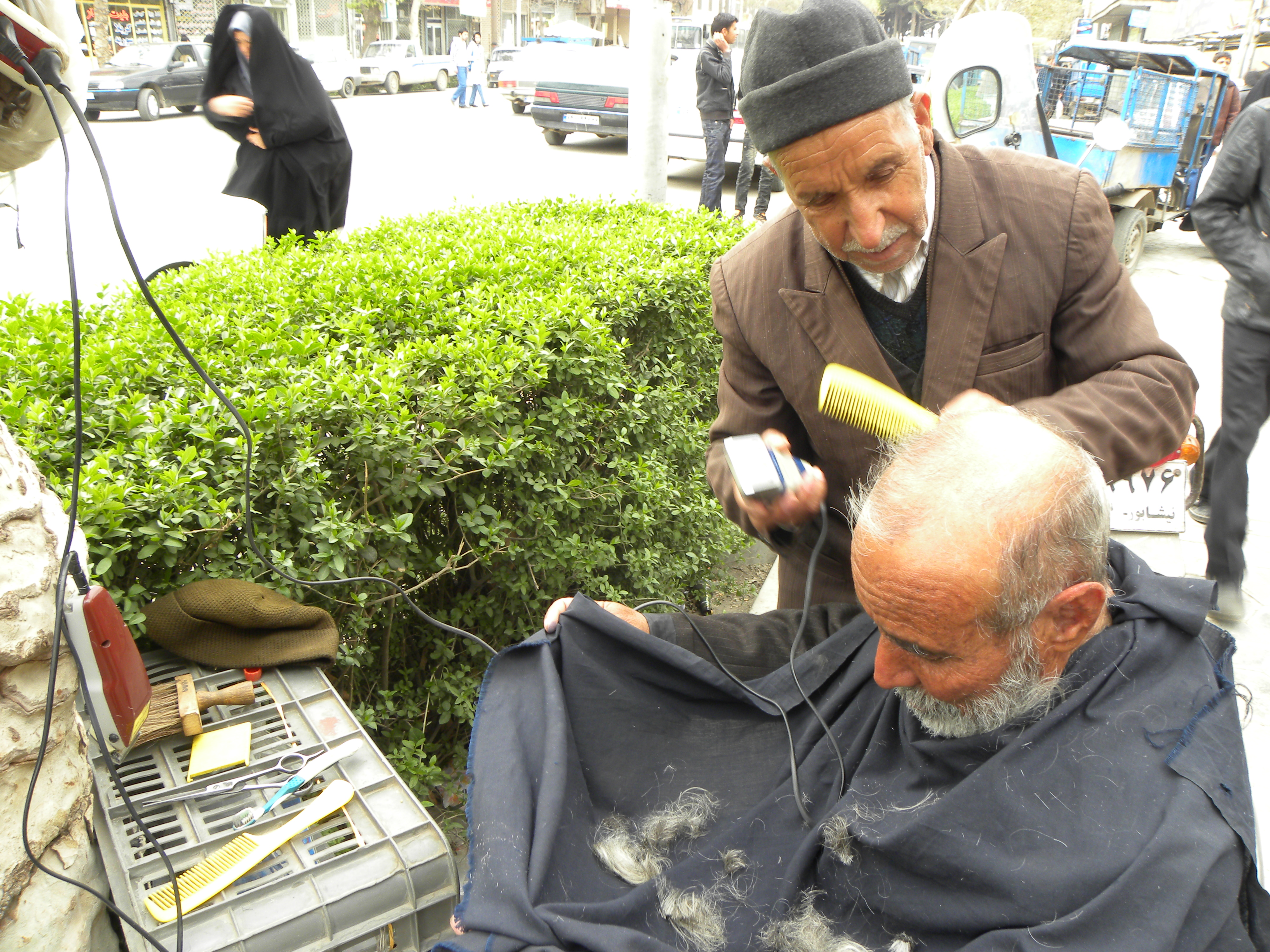

المسألة في الرياضيات هي مشكلة حسابية من الممكن تحليلها، ومن المحتمل إيجاد الحل لها، باستخدام الطرق الرياضية. من الممكن لهذه المسألة أن تكون من العالم الواقعي، كحساب مدارات الكواكب حول الشمس، أو مسائل ذات طبيعة أكثر تجريداً مثل مسائل هلبرت، ومن الممكن للمسائل أن تكون متعلقة بالرياضيات نفسها.

## مسائل العالم الواقعي
مسائل العالم الواقعي هي غالباً مسائل يمكن إدراكها حسياً. مثلاً: «إذا كان عند أحمد خمس تفاحات، وأعطى ثلاثاً منها لسعيد. فكم تفاحة بقيت مع أحمد؟» عندما تصاغ المسألة على شكل نصي تكون في الواقع أصعب حلاً من مجرد التمرينات الرقمية مثل: "5 − 3"، حتى مع معرفة الأسس الرياضية اللازمة لحل المسألة، وذلك بسبب لزوم القدرة التحليلية من أجل تحويل كلمات المسألة إلى صيغ رياضية يمكن حلها.

## مسائل مجردة
مسائل الرياضيات المجردة تظهر في جميع فروع الرياضيات. وعلى الرغم من أن الرياضيين يدرسون مثل هذه المسائل لأنفسهم إلا أن حلها قد يفتح الكثير من الأبواب لتطبيقات جديدة في العلوم المختلفة.مثال:مسألة الحصان